# بلاد الجبلين
بلاد الجبلين هي منطقة جبلي أجاء وسلمى وقديما تسمى بلاد طئ ومن ثم سميت بلاد شمر وجبال طئ وجبال شمر ومنطقة الجبل وحاليا تسمى منطقة حائل وفقا للتقسيم الإداري في المملكة العربية السعودية.